# Neno Ašćerić
Nedeljko „Neno“ Ašćerić (* 29. August 1965 in Šašinci, Jugoslawien) ist ein österreichischer Basketballtrainer und ehemaliger -spieler. Als Spieler gewann der Small Forward fünf österreichische Meistertitel sowie drei Titel im österreichischen Cup mit UKJ St. Pölten. Nach der Verleihung der österreichischen Staatsbürgerschaft im Jahr 1995 bestritt Ašćerić bis 2001 22 Spiele für die österreichische Nationalmannschaft, für die er von 2008 fünf Jahre lang als Nationaltrainer fungierte.

## Karriere

### Als Spieler
Der gebürtige Serbe begann seine Karriere in Jugoslawien, wo er bis von 1985 bis 1989 für mehrere Vereine aus der zweiten Division tätig war. 1989 wechselte Ašćerić in die österreichischen Bundesliga zu UKJ St. Pölten. In St. Pölten verbrachte Ašćerić seine sportlich erfolgreichste Zeit. Zwischen 1993 und 1998 gewann er fünf Meistertitel sowie dreimal den Cup. 1997 wurde er darüber hinaus als „Spieler des Jahres“ der Bundesliga ausgezeichnet.
Ašćerić wechselte 1998 zu Paris Basket Racing nach Frankreich. In den folgenden Jahren spielte er für mehrere Vereine der französischen Ligue Nationale de Basket sowie für Roter Stern Belgrad. Mit 41 Jahren beendete Ašćerić im Herbst 2006 nach einem kurzen Intermezzo als spielender Co-Trainer seine Karriere als Spieler bei UKJ St. Pölten.

### Als Trainer
Nach dem Ende seiner aktiven Laufbahn war Ašćerić Trainer von Jeunesse laïque aus Bourg-en-Bresse in der ersten französischen Liga LNB Pro A und für den Basketballklub aus Saint-Quentin in der zweiten Liga Pro B. Im Dezember 2008 übernahm er den mexikanischen Verein Lechugueros de Leon, gewann 16 von 22 Spielen und führte die Mannschaft in die Meisterrunde.
2008 wurde er Trainer der österreichischen Basketballnationalmannschaft. Im Februar 2010 übernahm er darüber hinaus den Posten des Cheftrainers des österreichischen Bundesligisten Oberwart Gunners, mit denen er in der Spielzeit 2010/11 österreichischer Meister werden konnte und seinen ersten Titelgewinn als Trainer feierte. Trotz eines laufenden Vertrages trat er nach dem Ausscheiden in den Viertelfinal-Play-offs eine Spielzeit später von seinem Amt in Oberwart zurück.
Ende November 2012 wurde Ašćerić Cheftrainer beim deutschen Zweitligisten Oettinger Rockets Gotha. Er übernahm die Mannschaft auf dem 14. Tabellenplatz, nachdem der bisherige Trainer Marko Simić von seinem Amt zurückgetreten war, und blieb jedoch kaum eine Woche, bevor er wieder um Auflösung des Vertrages bat. Im Dezember 2012 unterschrieb er dann einen Vertrag beim ungarischen Meister Olaj KK aus Szolnok, der auch als Gastmannschaft in der ABA-Liga spielte. Im Jänner 2013 wurde Ašćerić von Werner Sallomon als neuer Trainer der österreichischen Nationalmannschaft abgelöst. Sowohl den ungarischen Pokaltitel als auch die Meisterschaft musste Szolnok 2013 jedoch an Alba Fehérvár hergeben. Nach einem mäßigen Saisonauftakt mit Szolnok in der ungarischen Meisterschaft und in der ABA-Liga beendete man Ašćerić’ Vertrag in Ungarn nach ziemlich genau einem Jahr im Dezember 2013 und er wurde Anfang Februar 2014 Nachfolger von Darko Russo beim österreichischen Meister und Titelverteidiger BC Zepter Vienna.
Im Januar 2015 wurde er Cheftrainer des französischen Zweitligisten Lille Metropole Basket. Er blieb bis zum Ende der Saison 2016/17 im Amt und wechselte dann innerhalb der Liga zu Hermine de Nantes. In Nantes wurde er am Jahresende 2017 entlassen. Er hatte mit der Mannschaft im vorherigen Verlauf der Saison 2017/18 drei Siege geholt und sieben Partien verloren. Anfang März 2020 wurde er als Trainer eines weiteren Zweitligisten Frankreichs, ALM Évreux Basket, vorgestellt. Ašćerić wurde im März 2024 in Évreux entlassen, die Mannschaft stand zu diesem Zeitpunkt auf einem Abstiegsplatz.
Im Februar 2025 trat er das Amt des Nationaltrainers Guineas an. Er betreute die Mannschaft bei der Afrikameisterschaft 2025.

## Erfolge als Spieler
- Fünffacher österreichischer Meister mit UKJ St. Pölten (1993, 1995, 1996, 1997, 1998)
- Dreifacher österreichischer Pokalsieger mit UKJ St. Pölten (1994, 1996, 1998)
- Spieler des Jahres 1997
- Allstar-Team 1997

## Erfolge als Trainer
- Österreichischer Meister mit den Oberwart Gunners 2011

## Persönliches
Sein Sohn Luka Ašćerić wurde ebenfalls Berufsbasketballspieler.